# Nnedi Okorafor
Nnedi Okorafor, nascida Nnedimma Nkemdili Okorafor, antes conhecida como Nnedi Okorafor-Mbachu (Cincinnati, 8 de abril de 1974) é uma escritora estadunidense de ascendência nigeriana, escritora nos gêneros de ficção especulativa, ficção científica e fantasia. Vencedora do Prémio Hugo e do Prémio Nebula, ambos de 2016, com a novela Binti.

## Vida pessoal
Nnedi é filha de pais nigerianos, provenientes dos ibos. Desde pequena, sempre visitou a Nigéria. Na época do ensino médio, se destacou como jogadora de tênis e pelas notas altas em ciências. Sua carreira de atleta terminou quando precisou corrigir cirurgicamente uma escoliose. Foi durante a fase de recuperação que Nnedi adotou a escrita como um hobby. Suas novelas e contos refletem tanto sua ascendência africana como sua vida nos Estados Unidos.
Nnedi participou do workshop Clarion West, para escritores de ficção científica e fantasia, em 2001, em Lansing, Michigan. Tem doutorado em Literatura Inglesa pela Universidade de Illinois, em Chicago. É professora associada em literatura e escrita criativa da Universidade de Buffalo e divide-se entre Buffalo, onde mora e Illinois, onde mora a família.

## Trabalhos e recepção
Em 2001, Nnedi recebeu o prêmio literário Hurston-Wright pelo conto "Amphibious Green". Publicou dois livros infantojuvenis que foram aclamados e bem-recebidos: The Shadow Speaker e Zahrah the Windseeker. Zahrah ganhou o Wole Soyinka Prize for Literature in Africa e foi finalista de vários prêmios literários nos Estados Unidos. Seu livro infantil, Long Juju Man, foi o vencedor de 2007-2008 do Macmillan Writer's Prize for Africa.
Seu primeiro livro para adultos, Quem Teme a Morte, ganhou o World Fantasy Award de melhor romance, foi o Tiptree Honor Book em 2011 e indicado ao Prêmio Nebula em 2010. Em 2011, ela retornou à literatura infantojuvenil com Akata Witch, indicado ao Andre Norton Award. Seus livros infantis figuram na lista do Amelia Bloomer Project de livros infantis com temas feministas.
Sua novela mais recente, Binti, ganhou o Prêmio Nebula e Prêmio Hugo de 2016 e foi finalista do British Science Fiction Association Award.
Em outubro de 2017, Okorafor anunciou via Twitter que escreveria três edições dos quadrinhos do Pantera Negra da Marvel Comics, continuando de onde o escritor Ta-Nehisi Coates parou. "Black Panther: Long Live the King" foi lançado no final de 2017. Um mês antes, Okorafor tinha feito uma história curta intitulada "Blessing in Disguise", inspirada no sequestro de mais de 200 garotas nigerianas em 2014, lançado revista Venomverse War Stories nº 1 de Marvel. Em março de 2018, foi anunciado que Okorafor irá escrever uma série derivada do Pantera Negra focado nas guerreiras Dora Milaje lutando ao lado de Homem-Aranha, X-Men e Vingadores. Em julho do mesmo ano, foi anunciado que Okorafor iria escrever uma série solo da irmão de T'Challa, Shuri.